# Georg Werner
Georg Werner   (Estocolm, 8 d'abril de 1904 - Estocolm, 26 d'agost de 2002) va ser un nedador suec que va competir durant la dècada de 1920.
El 1924 va prendre part en els Jocs Olímpics de París, on va disputar dues proves del programa de natació. En els 4 x 200 metres lliures guanyà la medalla de bronze fent equip amb Åke Borg, Arne Borg, Thor Henning, Gösta Persson i Orvar Trolle. En els 100 metres masculins quedà eliminat en sèries.
En el seu palmarès també destaquen dues medalles de bronze al Campionat d'Europa de natació de 1926, en els 100 metres lliures i el relleu 4x200 metres lliures.